# 솜브레박쥐
 솜브레박쥐(Eptesicus tatei)는 애기박쥐과에 속하는 박쥐의 일종이다. 인도에서만 발견된다. 자연 서식지는 아열대 또는 열대 기후 지역의 습윤 산지 숲이다.

## 특징
작은 박쥐로 몸길이는 48.5mm, 전완장은 43.4mm, 꼬리 길이는 45.9mm이다. 귀 길이는 15.3mm이다.

## 생태
먹이는 곤충이다.

## 분포 및 서식지
1863년 이전에 인도 서벵골주의 다르질링 지역의 세 곳에서만 알려져 있다. 산지 숲에서 서식한다.